# Австрійська національна бібліотека
Австрійська національна бібліотека (нім. Österreichische Nationalbibliothek) — найбільша бібліотека в Австрії. Розташована на Йозефплац у палаці Гофбург, Відень.

## Історія
Австрійська національна бібліотека бере свій початок з середньовічної імператорської бібліотеки. Герцог Альбрехт III (1349–1395) почав збирати книжки, а також організував переклади багатьох творів з латини на німецьку. Всю цю бібліотеку він зберігав у каплиці Гофбурга. імператор Фрідріх III (1415–1493), доповнив колекцію, привізши до столиці деякі цінні книги. Після нього великий внесок у розвиток бібліотеки зробив імператор Максиміліан I (1459–1519), що став володарем приданого, в числі якого були книжки з Бургундії, які він перевіз в Гофбург. Друга дружина імператора Б'янка Марія Сфорца привезла як придане книги з Італії.
Після смерті Максиміліана книги зберігалися в Інсбруку. В цей час бібліотека поповнилася науковими працями австрійських учених, глобусами, картами і атласами, а фонди значно збільшилися завдяки пожертвам з особистих колекцій багатих громадян. До 1575 року колекція вже налічувала 9 тис. примірників, внаслідок чого, для догляду за нею найняли першого бібліотекаря.
З 1624 року за розпорядженням Фердинанда II державна скарбниця стала регулярно виділяти кошти на розширення бібліотеки.

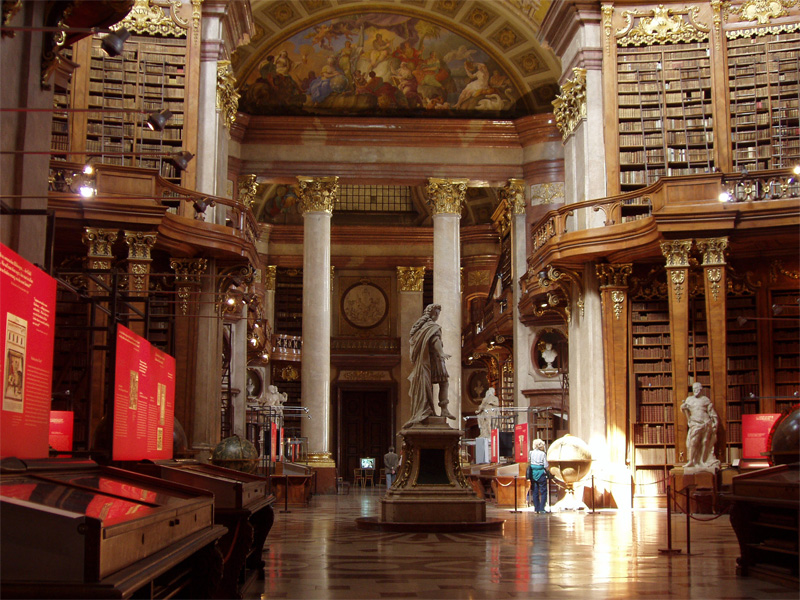
Інтер'єри бібліотеки

1722 року Карл VI наказав побудувати окрему будівлю в Гофбурзі для імператорської бібліотеки. Колекція продовжувала розширюватися — принц Євген Савойський організував збір коштів, завдяки яким вдалося придбати близько 15 000 томів у Франції та Італії. В цей же час було організовано картотеку.
Згідно з імператорським указом від 1808 року, бібліотека стала отримувати обов'язкові примірники видань, що виходили на території тогочасної Австро-Угорщини.
Після проголошення Австрійської Республіки у 1922 року, бібліотеку було перейменовано на Австрійську національну бібліотеку.

## Колекції
Австрійська національна бібліотека розташовується в приміщеннях палацу Гофбург, колишній резиденції імператорської родини Габсбургів. Тут зберігаються примірники усіх австрійських видань, книги австрійських авторів, виданих за кордоном, а також твори про Австрію. У колекціях зберігається понад 7,5 млн примірників книг, 180 тис. папірусів, найдавніший з яких датований XV століттям до нашої ери. Крім того, тут знаходяться рукописи, старовинні й рідкісні книги (наприклад, «Віденська Книга Буття» 6-го століття), карти, глобуси, картини, фотографії, автографи, плакати, партитури відомих композиторів, таких як Брукнер та Штраус. Також бібліотека відома тим, що тут зберігається близько 8 тис. інкунабул. При бібліотеці функціонує Міжнародний музей есперанто та інтерлінгвістики.
Бібліотека має універсальний характер, проте в ній переважає література гуманітарних дисциплін.

### Україніка в основних фондах
У фондах бібліотеки зберігаються обов'язкові примірники всіх видань Австро-Угорщини, а отже і велика кількість українських видань до 1918 року зі Львова, Чернівців, Станіславова, Бродів, Дрогобича, Тернополя тощо.
Серед найбільш ранніх видань, пов'язаних з Україною: кілька видань «Опису України» Боплана, зокрема і видання 1660 року; фонд подорожніх описів різних авторів починаючи з 16 століття; три видання Й. Ф. Шрайбера (Schreiber) про наслідки чуми в Україні в 1738–1739 роках; перші німецькомовні виклади історії України К. Гаммердорфера «Історія українських і запорожських козаків…» (Лейпціг, 1789), Енгеля «Історія України та українських козаків» (Галле, 1796); видання, присвячені українській мові, історії та культурі, як «Граматика рутенської або малоруської мови Галичини» Й. Левицького (1834), «Граматика руської мови» Й. Лозинського (1846), «Хроніка міста Львова» Д. Зубрицького (1844), «Граматика малоруської мови в Галичині» І. Вагилевича (1845).
Серед перших україномовних видань можна назвати антологію Я. Головацького «Вінок русинам» (1846–1847). Широко представлені перші видання творів Б. Дідицького, І. Франка, М. Лозинського, Й. Мончаловського, О. Огоновського, А. Петрушевича, І. Шараневича та ін.
Бібліотека має багато монографічних україномовних видань з історії українського народу. Широко представлена література політичного змісту, пов'язана з національно-визвольними рухами. Українській тематиці присвячені й численні німецькомовні видання. Значну цінність має велика збірка української періодики 19-20 століть. П. Р. Маґочій нарахував у бібліотеці 189 назв україномовних періодичних видань Галичини, Буковини і Відня. Бібліотека має також багато україномовних серій, наприклад «Бібліотека найзнаменитійших повістей» в 33 томах (1881–1893), «Бібліотека видавничої спілки НТШ» в 11 томах (1899–1910). Зібрано всі альманахи «товариства М. Качковського» та «Просвіти». Цікавий матеріал мають щорічні звіти гімназій у Галичині та Буковині за 1900–1914 роки.
У бібілотечних фондах зберігаються також багаторічні збірки так званих «шематизмів» — щорічних довідників греко-католицької церкви на Перемишлянську, Львівську і Станіславську дієцезії.

### Відділ періодики
У бібліотеці широко представлена українська періодика Австрії з 1848 року. Український історик Володимир Потульницький тематично просистематизував українські періодичні видання Австрійської національної бібліотеки таки чином:
- Журнали революційної доби 1848 року — «Дневник руський» (Львів, 1848); «Зоря Галицька» (Львів, 1853–1857); «Вісник» (Львів, 1849–1850);
- Українофільські літературні журнали 1860-х років: «Вечерниці» (Львів, 1862–1863); «Мета» (Львів, 1863–1865); «Русалка» (Львів, 1866); «Нива» (Львів, 1865);
- Публікації національних організацій Галичини — «Временник Ставропігійського інституту» (Львів, 1870–1892, 1894–1895, 1898–1902, 1905, 1909–1914); «Науковий (пізніше літературний) збірник Галицько-Руської матиці» (Львів, 1865–1873, 1885–1887); "Вісник народного дому (Львів, 1882–1908, 1910–1914);
- Літературно-наукові журнали — «Правда» (Львів, 1867–1869,1872-1877, 1879–1896); «Зоря» (Львів, 1880, 1882–1897); «Друк» (Львів, 1874–1877); «Життя і слово» (Львів, 1894–1897); «Бесіда» (Львів, 1894–1897); «Літературно-науковий вісник» (Киш, Львів, 1896–1913, 1924, 1930);
- Освітні і студентські журнали — «Учитель» (Львів, 1889–1914); «Молода Україна» (Львів, 1900–1903, 19Ю); «Наша школа» (Львів, 1911–1913);
- Церковні журнали — «Руський Сіон» (Львів, 1872–1879, 1883–1885); «Львівські архієпископальні відомості» (Львів, 1910–1913); «Основа» (Львів, 1870–1872, 1906–1913);
- Журнали з правничо-економічної проблематики: «Часопис правничий і економічний» (Львів, 1900–1912); «Правничий вісник» (Львів, 19Ю-1913); «Господар і промиш-леник» (Станіслав, Львів, 1880–1887);
- Журнали соціалістичних партій і організацій — «Народ» (Львів, 1890–1894), «Громадський голос» (Львів, 1898–1900,1904-1905); «Вперед» (Львів, 1911–1913).

Безпосередньо у Відні видавалися українські газети й журнали різного спрямування — москвофільські церковні і партійно-політичні періодичні органи, а саме: «Обший законон державних і правительства вісник для цісарства Австрії» (Відень, 1849–1853); «Вісник… посвященное Русинон Австрійської держави» (1853–1866); «Отечественний сборник» (1853, 1857–1862); «Сіон, церковь, школа» (1858–1899); «Страхопуд» (1863–1867); «Золотая грамота» (1865–1867); «Православная Буковина» (1899–1905); «Просвещение» (1893–1902); «Чорна рада» (1908–1910); «Вісник Союзу Визволення України» (1914–1918); «Праця» (Львів-Відень, 1914,1918); «Соборна Україна» (1921–1922).

### Колекція рукописів та інкунабул
Колекція рукописів та інкунабул зберігається в окремій філії бібліотеки за адресою Josefplatz, 1). Колекція знаходиться в лівому крилі архітектурного ансамблю на Йозефплац. Колекція нараховує не менше 45 тисяч рукописів, 240 тисяч автографів, 7900 інкунабул, а також допоміжну бібліотеку на 32 тисячі томів.
За даними Г. Біркфельднера тут зберігаються майже всі давні глаголичні і кириличні рукописи Австрії (202 одиниці зберігання). Деякі з них українського походження, найцінніші рукописи: октоїх 12-13 століття, збірник рукописів Козьми Василевича, священика з Ковеля 16 століття, збірка проповідей, писаних півуставом 16 століття, рукопис, до якого входить твір Кирила Транквіліона-Ставровецького „Зерцало теології“ 18 століття.
У відділі рукописів зберігається також знаменитий міштекський кодекс Codex Vindobonensis Mexicanus I.

### Картографічна колекція
Картографічна колекція знаходиться в тому самому приміщенні, що й колекція рукописів. Вона складається з 240 тисяч аркушів карт 280 тисяч топографічних зображень та 53 тисяч томів допоміжної бібліотеки.
Тематично збірка відображає насамперед розвиток Габсбурзької імперії, але містить також багато цінних матеріалів більшості країн Європи. Найстаріше картографічне зображення збірки — „Стразбурзький Птолемей“ 1513 року. Тут зібрано також велику кількість ведут (фр. Vues) з родинної біблоітеки Габсбургів та колекція гравюр. Це видання Брауна і Гогенберга (6 томів, 1572–1617), Г. Боденера, Х. Бостіуса та ін. з найдавнішими зображеннями Львова та Кам'янця-Подільського. Проте більшість ведут походять з 18-19 століття.
Україніка представлена деякими планами українських міст (Львів, Чернівці та ін.), а також видання, в якому представлено нереалізований проект реконструкції Львова за 1860 рік, розроблений В. П. Яблоновським. У допоміжній бібліотеці також є ряд видань про Україну, зокрема рідкісна праця Л. Багрова „Перші карти України“ (Берлін, 1935), два томи, присвячені Галичині і Буковині монументального видання „Die österreichische Monarchie in Wort und Bild“.

### Збірка портретів та зображень
Розташована у приміщеннях південно-західної частини архітектурного ансамблю Гофбурга, в одному будинку з Музеєм народознавства за адресою Porträtsammlung
und Bildarchiv, Heldenplatz, Corps de Logis
У фондах зібрано приблизно 1,6 млн фотонегативів, графічних творів та фотографій. У відділі є чимала допоміжна бібліотека на 120 тис. томів.
Колекція була започаткована кайзером Францом II в 1785 році, який ще в часи свого ерцгерцогства почав збирати колекцію портретів.
Після виходу в світ 21-томного видання „Австро-угорська монархія в описах та зображеннях“ (1866–1902), сюди було передано весь оригінальний ілюстративний матеріал — понад 2500 графічних ілюстрацій, в тому числі пов'язаних з історією, культурою, мистецтвом, етнографією західноукраїнських земель.
Цікавим історичним докумментом є пам'ятна адреса, подарована до 50-річного ювілею цісарю Францу-Йосифу І від Буковини, що оцінюється дослідниками як оригінальний та своєрідний витвір мистецтва: обкладинка Ганса Макарта з майстерно виконаними видами Чернівці», окремих споруд міста (митрополича резиденція, ландтаг). На 14 сторінках тексту, підписаного ландесгауптманом Й. Лупулом — поздоровлення німецькою, українською, румунською мовами.

### Музична колекція
Музична колекція бібліотеки розташована в приміщенні за адресою Musiksammlung А-1010, Wien Augustinerstrasse, 1. Тут зберігається понад 47 тис. нотних рукописів, понад 105 тис. нотних видань. Рукописні форми відображені в спеціальному каталозі.

## Галерея з фондів бібліотеки

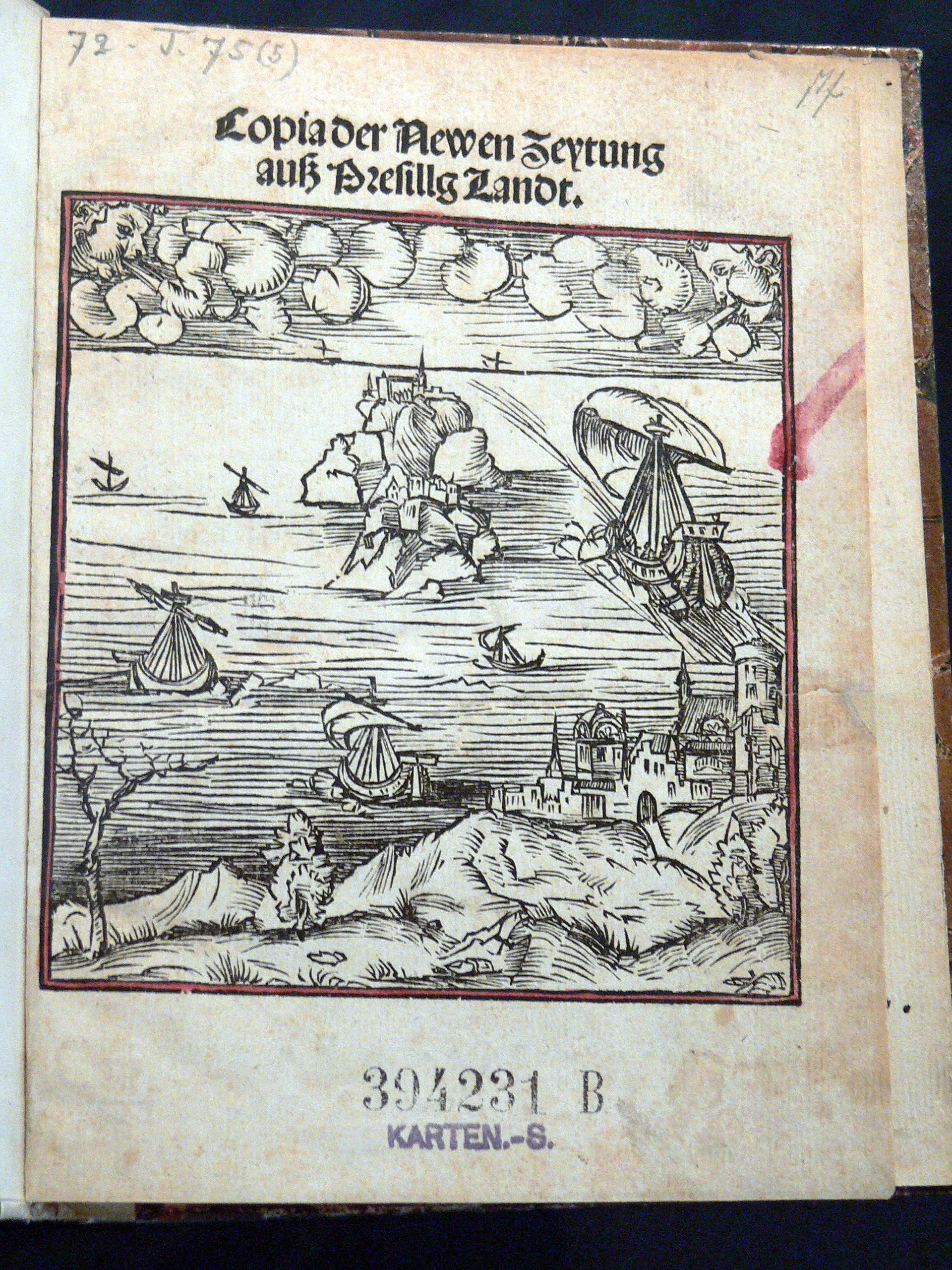
Перший звіт про щойно відкриту Бразилію, Аугсбург, 1508
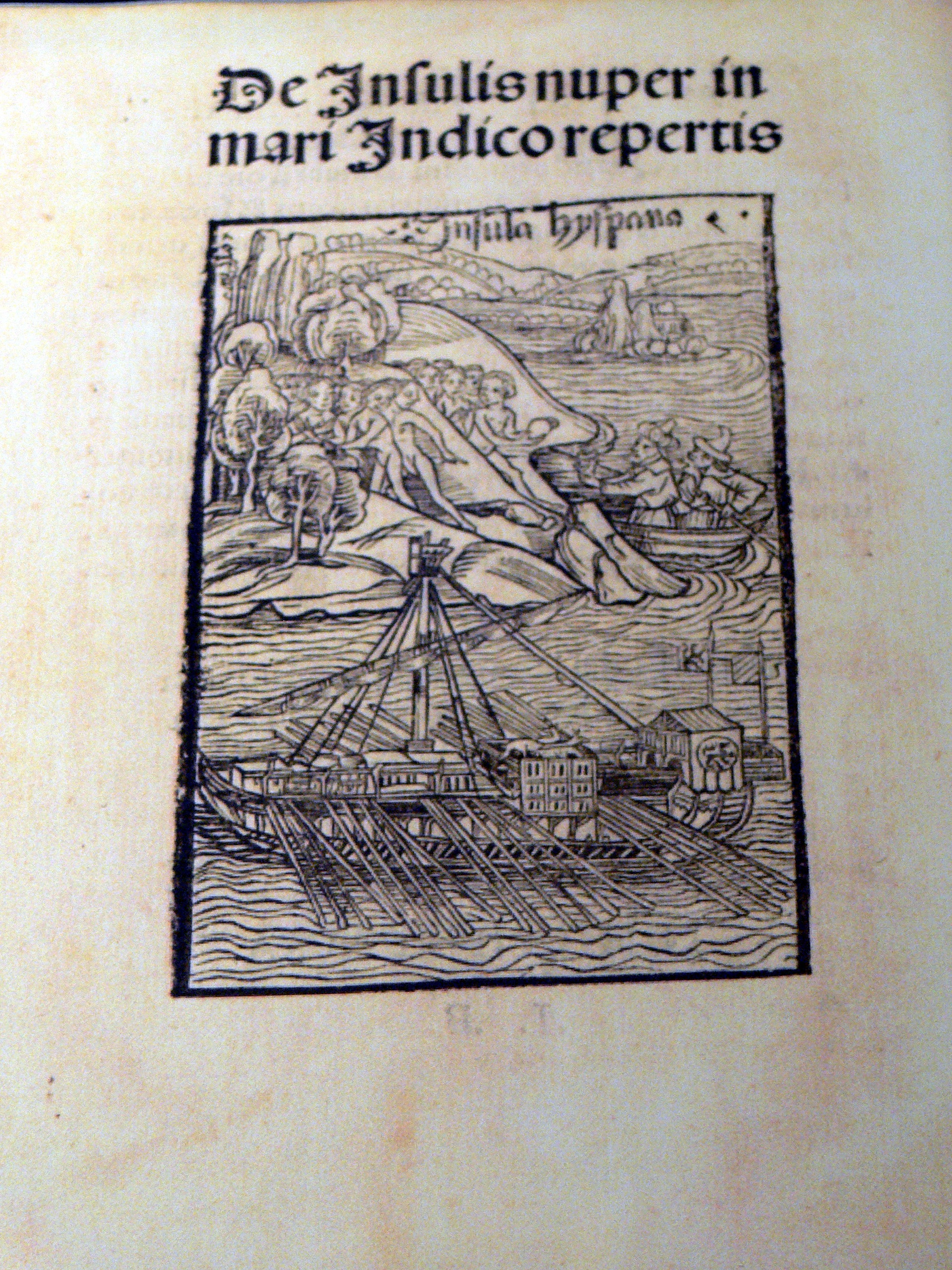
Лист Колумба до скарбника іспанської корони, 1494
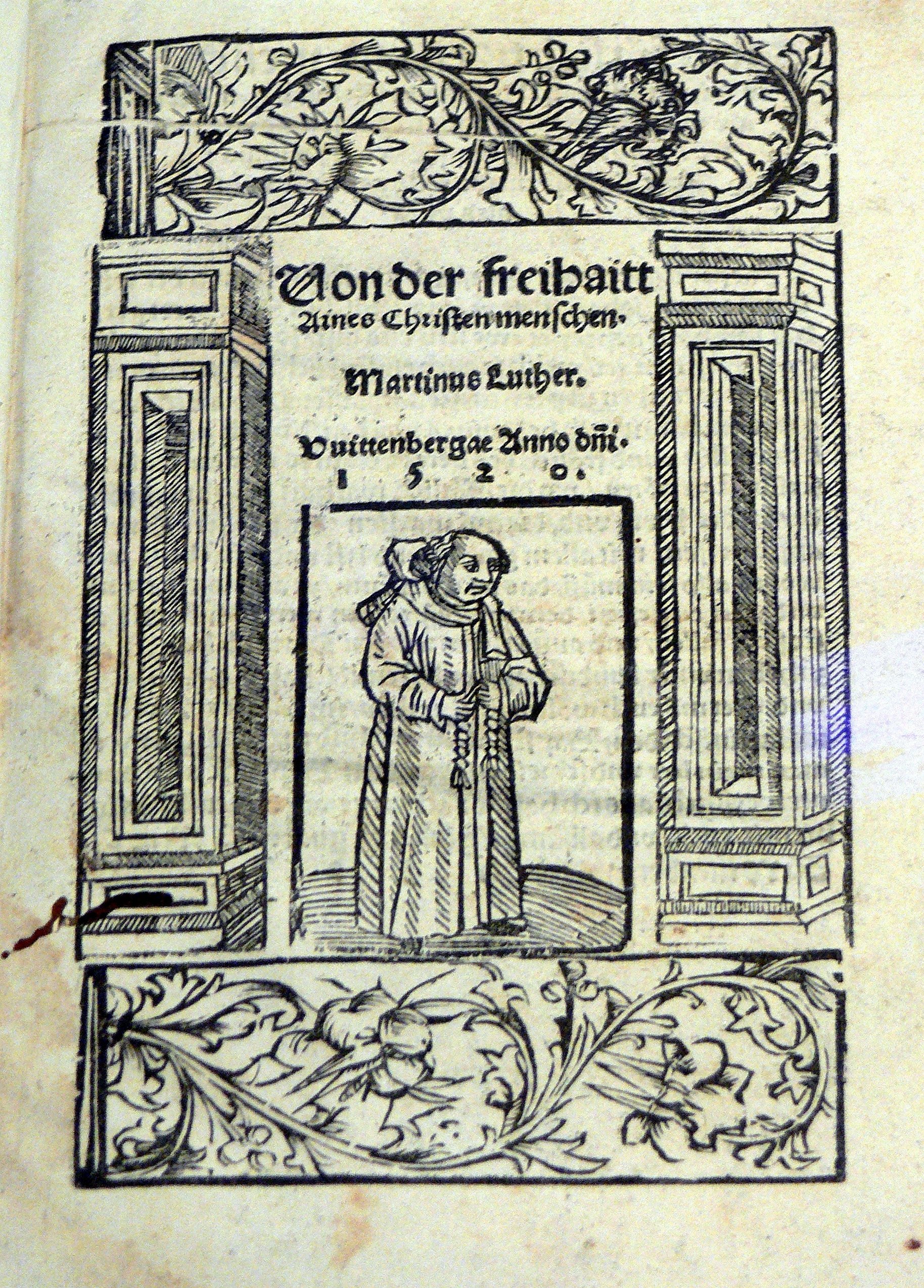
Мартін Лютер, Про свободу християнина, Нюрнберг, 1520
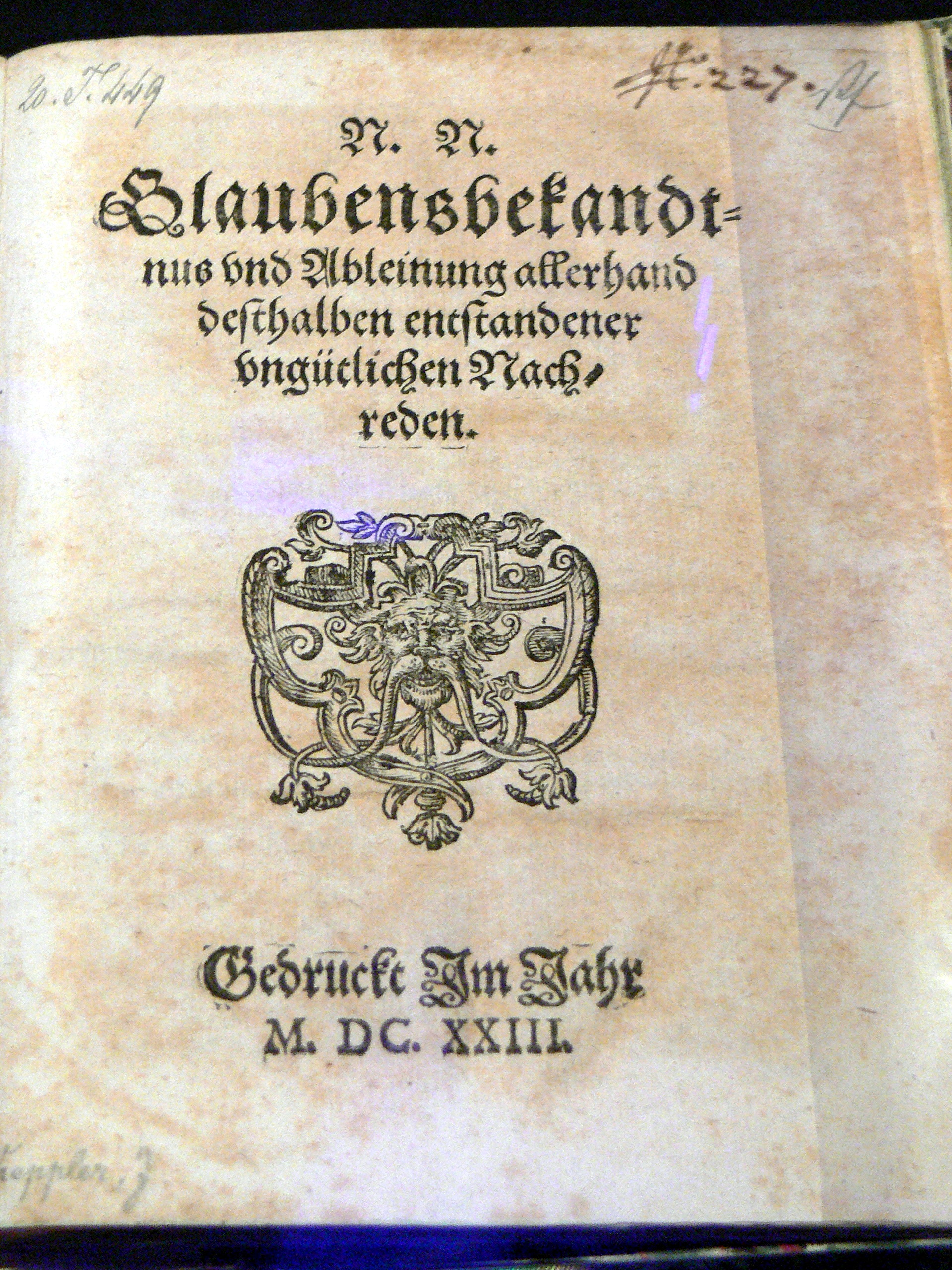
Протестантське кредо Йоганнеса Кеплера, 1623
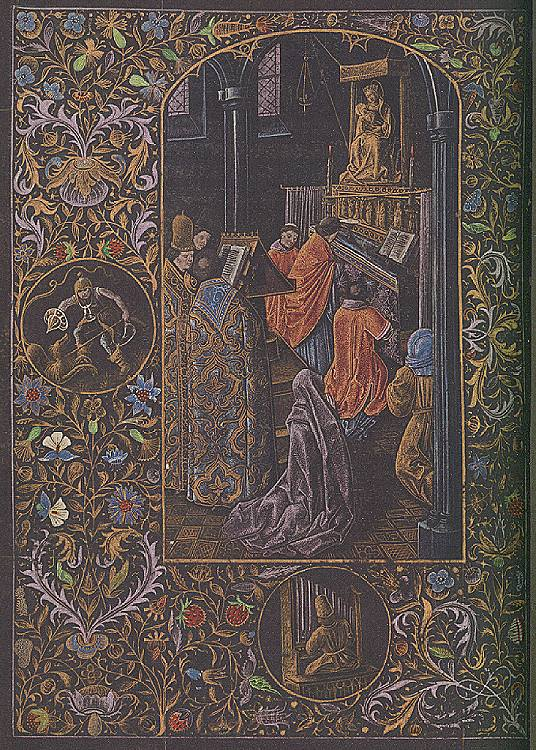
Часослов Галеаццо Марії Сфорца, близько 1466–1477
Золота книга Марії Бургундської, 1467-1480
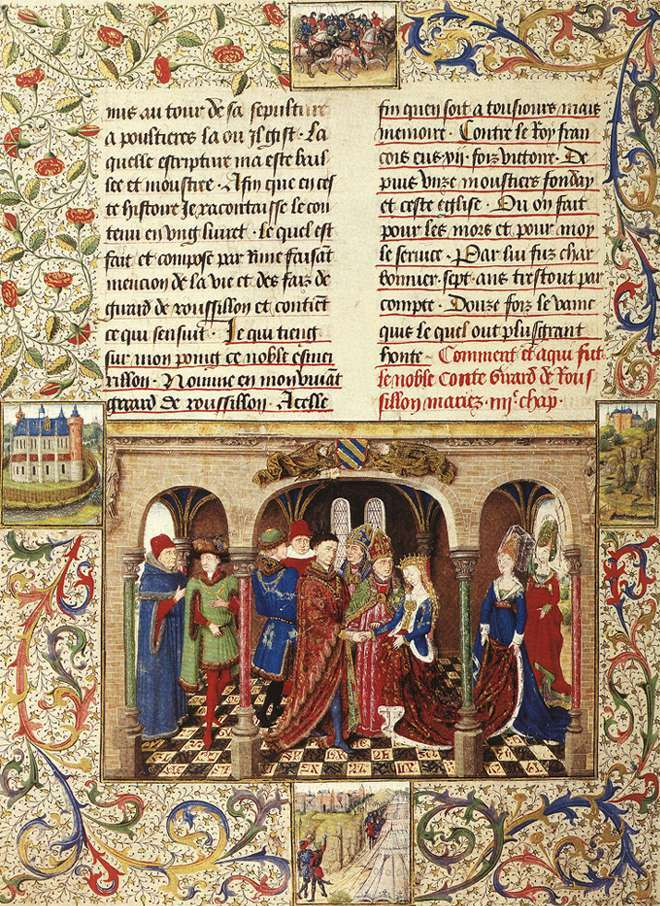
Роман «Жирар Руссійонський», бл. 1450
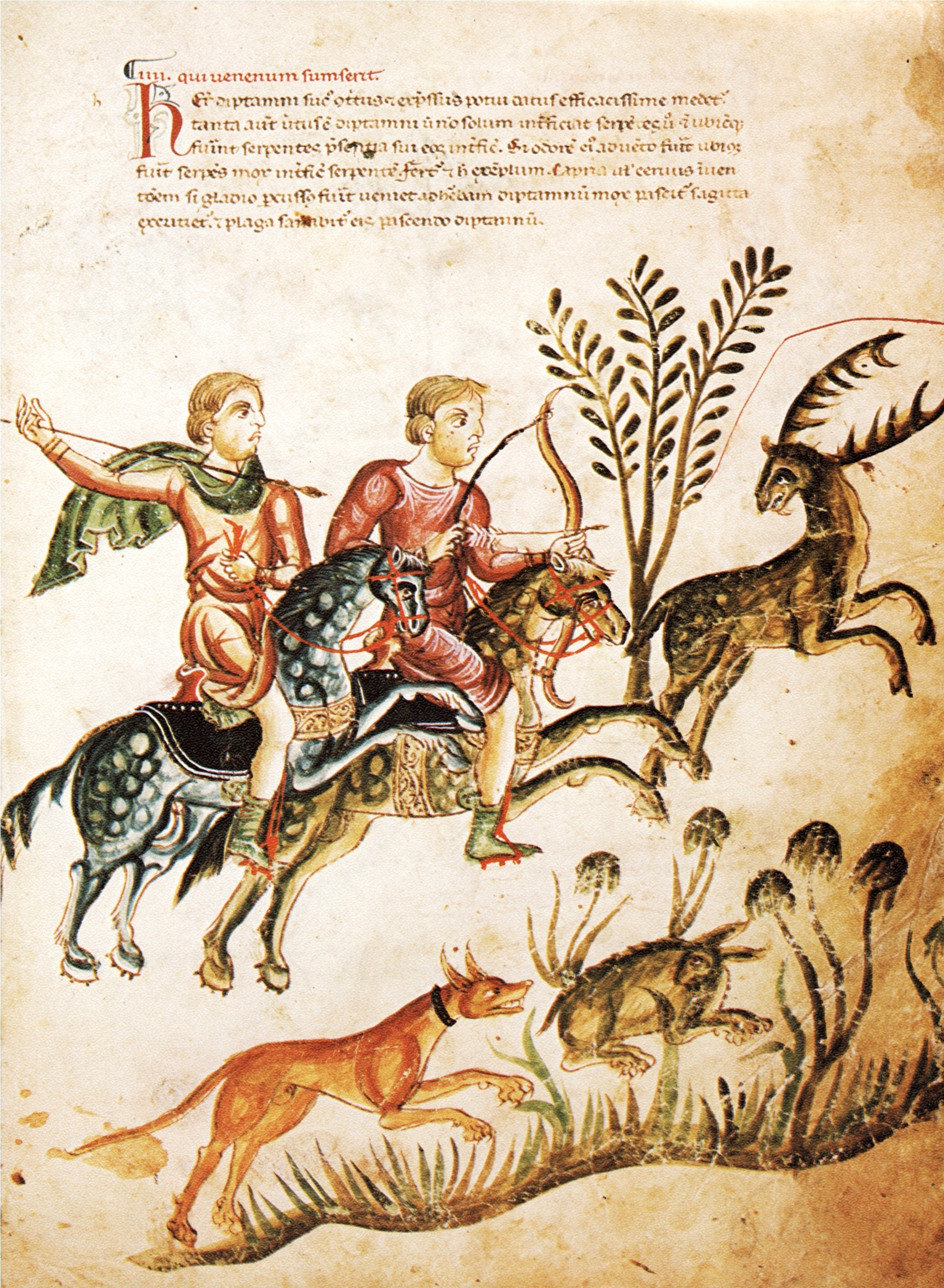
Сцена полювання з кодексу Medicina antiqua, 1250
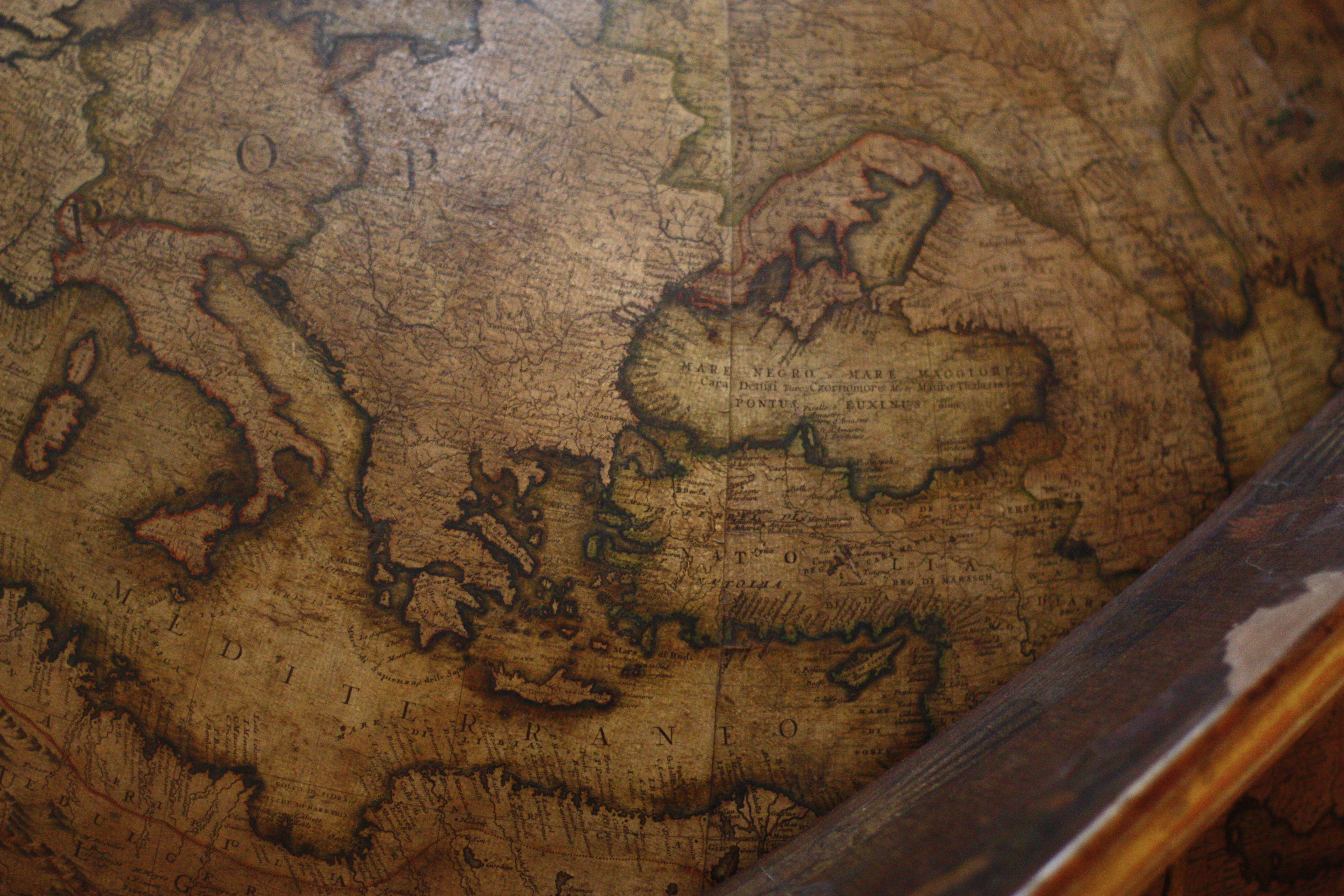
Середземне та Чорне моря на глобусі Вінченцо Коронеллі, Венеція, 1693